# Umm Qassar
Umm Qassar és un illot deshabitat de l'emirat d'Abu Dhabi (Emirats Àrabs Units) al nord-est de l'illa de Sir Banu Yas (a aproximadament uns 6 km) i a uns 500 metres a l'est d'Umm al-Kirkum. És una illa arenosa amb dipòsits de closques d'ostra. La seva altura màxima és d'uns 5 metres. Té importants colònies d'ocells que augment al període de l'hivern per l'arribada d'ocells migratoris.